# V.League 2
Die V.League 2 ist die zweite professionelle Fußballliga in Vietnam.  Aus Sponsorengründen ist die Liga auch als LS V.League 2 bekannt. 12 Mannschaften nehmen an der Liga teil.

## Mannschaften 2022
| Mannschaft          | Standort      | Stadion               | Kapazität |
| ------------------- | ------------- | --------------------- | --------- |
| Bà Rịa-Vũng Tàu FC  | Bà Rịa        | Bà Rịa Stadium        | 8000      |
| CLB Bình Phước      | Đồng Xoài     | Bình Phước Stadium    | 10.000    |
| Cần Thơ FC          | Cần Thơ       | Cần Thơ Stadium       | 30.000    |
| Công An Nhân Dân FC | Ninh Bình     | Ninh Bình Stadium     | 18.000    |
| Đắk Lắk FC          | Buôn Ma Thuột | Buôn Ma Thuột Stadium | 25.000    |
| Huế FC              | Huế           | Tự Do Stadium         | 16.000    |
| Khánh Hòa FC        | Nha Trang     | Nha Trang Stadium     | 18.000    |
| Đồng Tâm Long An    | Tân An        | Long An Stadium       | 19.975    |
| Pho Hien FC         | Văn Giang     | PVF Stadium           | 4500      |
| Phu Dong FC         | Hanoi         | Thanh Tri Stadium     | 4000      |
| Phu Tho FC          | Việt Trì      | Viet Tri Stadium      | 18.000    |
| Quảng Nam FC        | Tam Kỳ        | Tam Kỳ Stadium        | 15.000    |

## Meisterhistorie
| Saison  | Meister                             | 2. Platz                            | 3. Platz                            |
| ------- | ----------------------------------- | ----------------------------------- | ----------------------------------- |
| 2001    | Bình Định FC                        | SHB Đà Nẵng                         | Hải Quan FC                         |
| 2002    | Gạch Đồng Tâm Long An               | FC Đồng Tháp                        | Hoàng Anh Gia Lai                   |
| 2003    | Hải Phòng FC                        | Becamex Bình Dương                  | FC Thanh Hóa                        |
| 2004    | Cảng Sài Gòn                        | Hòa Phát Hà Nội FC                  | Huế FC                              |
| 2005    | Khatoco Khánh Hòa                   | Tiền Giang FC                       | Đông Á                              |
| 2006    | CLB Đồng Tháp                       | FC Thanh Hóa                        | Huda Huế                            |
| 2007    | Thể Công                            | Vạn Hoa Hải Phòng                   | An Giang FC                         |
| 2008    | Quân khu 4                          | Hà Nội FC                           | FC Đồng Tháp                        |
| 2009    | Vissai Ninh Bình FC                 | Hòa Phát Hà Nội FC                  | XSKT Cần Thơ FC                     |
| 2010    | Hà Nội ACB                          | CLB Than Quảng Ninh                 | SQC Bình Định                       |
| 2011    | Xuân Thành Sài Gòn FC               | Kienlongbank Kiên Giang             | SQC Bình Định                       |
| 2012    | Đồng Tâm Long An                    | Ha Noi FC                           | CLB Đồng Nai                        |
| 2013    | QNK Quảng Nam FC                    | CLB Than Quảng Ninh                 | Hùng Vương An Giang FC              |
| 2014    | TĐCS Đồng Tháp FC                   | Sanna Khánh Hòa BVN FC              | XSKT Cần Thơ FC                     |
| 2015    | Hà Nội FC                           | Huế FC                              | TP Hồ Chí Minh                      |
| 2016    | TP Hồ Chí Minh                      | Viettel FC                          | Nam Dinh FC                         |
| 2017    | Nam Dinh FC                         | Huế FC                              | Bình Phước FC                       |
| 2018    | Viettel FC                          | Hà Nội FC B                         | FC Đồng Tháp                        |
| 2019    | Hồng Lĩnh Hà Tĩnh FC                | CLB Phố Hiến                        | Bình Phước FC                       |
| 2020    | Bình Định FC                        | Bà Rịa-Vũng Tàu FC                  | Sanna Khánh Hòa BVN                 |
| 2021    | Abbruch wegen der COVID-19-Pandemie | Abbruch wegen der COVID-19-Pandemie | Abbruch wegen der COVID-19-Pandemie |
| 2022    | Công An Nhân Dân FC                 | Khánh Hòa FC                        | Quảng Nam FC                        |
| 2023    | Quảng Nam FC                        | PVF-CAND FC                         | Long An FC                          |
| 2023/24 | SHB Đà Nẵng                         | PVF-CAND FC                         | Bình Phước FC                       |
| 2024/25 | Phù Đổng Ninh Bình                  | Bình Phước FC                       | PVF-CAND FC                         |

## Torschützenliste
| Saison  | Spieler                                                                    | Mannschaft                                             | Tore                                              |
| ------- | -------------------------------------------------------------------------- | ------------------------------------------------------ | ------------------------------------------------- |
| 2007    | Trịnh Quang Vinh                                                           | Thể Công                                               | 13                                                |
| 2008    | Flavio da Silva Cruz                                                       | Huda Huế                                               | 18                                                |
| 2009    | Eduardo Furrier                                                            | Than Quảng Ninh                                        | 16                                                |
| 2010    | Nguyễn Xuân Thành Jorge Luiz Cruz Christian Nsi Amougou Nguyễn Thành Trung | Hà Nội ACB Bình Định FC Than Quảng Ninh FC An Giang FC | 13                                                |
| 2011    | Christian Nsi Amougou                                                      | Sài Gòn Xuân Thành                                     | 17                                                |
| 2012    | Souleymane Diabate                                                         | XSKT Cần Thơ FC                                        | 21                                                |
| 2013    | Uche Iheruome Đinh Thanh Trung                                             | An Giang FC QNK Quảng Nam                              | 10                                                |
| 2014    | Huỳnh Văn Thanh                                                            | Sanna Khánh Hòa BVN                                    | 10                                                |
| 2015    | Trịnh Duy Long                                                             | Hà Nội FC                                              | 9                                                 |
| 2016    | Hồ Sỹ Giáp Nguyễn Tuấn Anh                                                 | Bình Phước FC TP Hồ Chí Minh                           | 12                                                |
| 2017    | Võ Văn Minh Phạm Văn Thuận Nguyễn Hồng Quân Bùi Duy Thường                 | Huế FC Nam Dinh FC Đắk Lắk FC Viettel FC               | 5                                                 |
| 2018    | Y Thăng Êban                                                               | Đắk Lắk FC                                             | 12                                                |
| 2019    | Nguyễn Xuân Nam                                                            | Phố Hiến FC                                            | 9                                                 |
| 2020    | Nguyễn Công Thành                                                          | FC Đồng Tháp                                           | 12                                                |
| 2021    | Abbruch wegen der COVID-19-Pandemie in Kambodscha                          | Abbruch wegen der COVID-19-Pandemie in Kambodscha      | Abbruch wegen der COVID-19-Pandemie in Kambodscha |
| 2022    | Nguyen Thanh Nhan                                                          | Phố Hiến FC                                            | 10                                                |
| 2023    | Nuyễn Thanh Nhàn Lê Văn Nam                                                | PVF-CAND Quảng Nam FC                                  | 10                                                |
| 2023/24 | Bùi Văn Bình                                                               | Bà Rịa – Vũng Tàu FC                                   | 11                                                |
| 2024/25 | Lưu Tự Nhân                                                                | Bình Phước FC                                          | 9                                                 |